# 4.º Prêmio Capes de Tese (2009)
O 4º Prêmio Capes de Tese foi um evento organizado em 2009 pela Coordenação de Aperfeiçoamento de Pessoal de Nível Superior (CAPES) com o propósito de premiar as melhores teses de doutorado, de diferentes campos científicos, que foram defendidas no ano de 2008 em instituições de ensino superior brasileiras.

## Cientistas do passado homenageados
Esta foi a última edição que homenageou o nome das categorias com o nome de cientistas brasileiros que contribuíram com a pesquisa no passado. Os cientistas escolhidos para ser homenageados foram:
- José Leite Lopes (Engenharias e Ciências Exatas e da Terra);
- Carlos Chagas (Ciências Biológicas, da Saúde e Agrárias);
- Lucio Costa (Ciências Humanas, Artes e Letras).

## Vencedores
Na edição de 2009 que avaliou as teses de doutorado defendidas em 2008, os vencedores do Grande Prêmio foram as seguintes:

### Grande Prêmio Capes de Tese
| Categoria (Grande Prêmio e Área)                        | Vencedor | Orientador                                                                                                 | Universidade                        |
| ------------------------------------------------------- | --- | --- | ----------------------------------- |
| José Leite Lopes (Astronomia/Física)                    | Controle e interação de fônons e fótons em fibras ópticas de cristal fotônico (Gustavo Silva Wiederhecker)                  | Hugo Luís Fragnito                                                                                         | UNICAMP (Campinas, São Paulo)       |
| Carlos Chagas (Ecologia e Meio Ambiente)                | Priorização de ecorregiões para a conservação de vertebrados terrestres (Rafael Dias Loyola)                                | Thomas Michael Lewinsohn                                                                                   | UNICAMP (Campinas, São Paulo)       |
| Lucio Costa (Planejamento Urbano e Regional/Demografia) | Perfis de domicílios enquanto unidades de produção e reprodução na Minas Gerais Oitocentista (Mario Marcos Sampaio Rodarte) | Clotilde Andrade Paiva (principal) e Diana Reiko Tutiya Oya Sawyer/João Antônio de Paula (co-orientadores) | UFMG (Belo Horizonte, Minas Gerais) |

### Prêmio Capes de Tese por área
| Área                                        | Vencedor | Orientador                                                                   | Universidade                             |
| ------------------------------------------- | --- | ---------------------------------------------------------------------------- | ---------------------------------------- |
| Antropologia/Arqueologia                    | Fronteiras étnicas, fronteiras de estado e imaginação da nação: um estudo sobre a Cooperação Internacional norueguesa junto aos povos indígenas (Maria Barroso Hoffmann)                                                             | Antonio Carlos de Souza Lima                                                 | UFRJ (Rio de Janeiro, Rio de Janeiro)    |
| Arquitetura e Urbanismo                     | Trilogia das Utopias Urbanas: Urbanismo, Hq`S e Cinema (Adriana Mattos de Caúla e Silva) | Paola Berenstein Jacques                                                     | UFBA (Salvador, Bahia)                   |
| Economia                                    | Estudos empíricos sobre microeconomia bancária no Brasil (Celina Yumiko Ozawa) | Marcio Issao Nakane                                                          | USP (São Paulo, São Paulo)               |
| Engenharias IV                              | Contribuições teóricas para ambientes generalizados do canal sem fio (Daniel Benevides da Costa) | Michel Daoud Yacoub                                                          | UNICAMP (Campinas, São Paulo)            |
| Farmácia                                    | Formulação e caracterização físico-química e biofarmacêutica de microemulsões lipídicas contendo doxorrubicina (Thalita Pedroni Formariz)                                                                                            | Anselmo Gomes de Oliveira                                                    | UNESP-Araraquara (Araraquara, São Paulo) |
| Filosofia / Teologia: Subcomissão Filosofia | Substância e vir a ser em metafísica z (Raphael Zillig) | Balthazar Barbosa Filho                                                      | UFRGS (Porto Alegre, Rio Grande do Sul)  |
| História                                    | De médicos e médiuns: medicina, espiritismo e loucura no Brasil da primeira metade de século XX (Alexander Jabert) | Cristiana Facchinetti (principal) e Gilberto Hochman (co-orientador)         | FIOCRUZ (Rio de Janeiro, Rio de Janeiro) |
| Interdisciplinar                            | Narrativas sobre o processo de modernizar-se: uma investigação sobre a Economia Política e simbólica do artesanato recente na zona metropolitana de Florianópolis (Ronaldo de Oliveira Corrêa)                                       | Carmen Silvia Moraes Rial                                                    | UFSC (Florianópolis, Santa Catarina)     |
| Letras/Linguística                          | Cartas provincianas: correspondência entre Gilberto Freyre e Manuel Bandeira (Silvana Moreli Vicente) | Viviana Bosi                                                                 | USP (São Paulo, São Paulo)               |
| Matemática/Probabilidade e Estatística      | On some boussinesq-type equations (Luiz Gustavo Farah Dias) | José Felipe Linares Ramirez                                                  | IMPA (Rio de Janeiro, Rio de Janeiro)    |
| Medicina I                                  | Estudo do gene gpr54 nos distúrbios puberais centrais idiopáticos (Milena Gurgel Teles Bezerra) | Ana Claudia Latronico                                                        | USP (São Paulo, São Paulo)               |
| Medicina II                                 | Remodelamento do complexo de glicoproteínas associadas à distrofina, do disco intercalar e das proteínas contráteis no coração de camundongos submetidos à sépsis induzida por ligação e perfuração do ceco (Mara Rúbia Nunes Celes) | Marcos Antonio Rossi                                                         | USP (São Paulo, São Paulo)               |
| Medicina III                                | Uma abordagem abrangente para o estudo populacional do near miss materno (João Paulo Dias de Souza) | José Guilherme Cecatti (principal) e Mary Ângela Parpinelli (co-orientadora) | UNICAMP (Campinas, São Paulo)            |
| Química                                     | Detecção condutométrica sem contato: uma nova ferramenta para monitoramento de interações biomoleculares em microssistemas analíticos (Wendell Karlos Tomazelli Coltro)                                                              | Emanuel Carrilho                                                             | USP (São Paulo, São Paulo)               |
| Saúde coletiva                              | Impacto da implementação do programa dez passos para uma alimentação saudável durante o primeiro ano de vida na ocorrência e severidade de cárie dentária aos 4 anos de idade (Carlos Alberto Feldens)                               | Elsa Regina Justo Giugliani                                                  | UFRGS (Porto Alegre, Rio Grande do Sul)  |